# Elles de Graaf
Elles de Graaf (Alkmaar, 20 september 1974) is een Nederlandse zangeres en danseres.

## Biografie
Elles de Graaf studeerde aan de Stichting Amsterdamse Balletacademie van Lucia Marthas, waar ze show, jazz, streetdance, ballet en acrobatiek studeerde. Ze verscheen als danseres bij concerten, theaters en tv-shows en werkte als reclamemodel. De Graaf richtte haar eigen showdans- en choreografiebureau op.
Haar doorbraak als zangeres vond plaats in 2001 toen ze zong voor trance-dj Armin van Buuren. Onder het pseudoniem Perpetuous Dreamer werd de single "The Sound of Goodbye" internationaal uitgebracht die al snel hoge hitnoteringen in veel landen wist te bereiken. In de Nederlandse Top 40 haalde het in 2001 de 26ste plaats en het bleef vijf weken lang in de lijst staan.
De Graaf begon een solocarrière in 2003 met de single "Circles Of Why (Without You)". Ze werkte onder meer samen met belangrijke trance-dj's, waaronder Tiësto, Ferry Corsten, Blank & Jones, Marcel Woods en Mike Nichol.
In de zomer van 2011 vierde ze haar tiende verjaardag in de trance-scene. Ter gelegenheid hiervan was er de première van haar nieuwste single "Tears From The Moon" op het Duitse radiostation Sunshine Live. Het nummer is een coverversie van het gelijknamige nummer van Conjure One met Sinéad O'Connor dat enkele jaren eerder is uitgebracht. Begin januari 2012 werd de tweede single "Fallen", oorspronkelijk van Sarah McLachlan, ook exclusief op Sunshine Live gepresenteerd. Op het album staan meer remakes zoals "Innocente" van Delerium en "Take Me Away (Into The Night)" van 4 Strings.

## Discografie

### Singles (selectie)
- "The Sound Of Goodbye" (2001, als Perpetuous Dreamer)
- "Dust.wav" (2002, als Perpetuous Dreamer)
- "Circles Of Why (Without You)" (2003, met Greg Murray)
- "Flaming June" (2003, met Blank & Jones)
- "From Dark To Light" (2004, met Empyreal Sun)
- "Mind Of The Wonderful" (2004, met Blank & Jones)
- "Show You My World" (2005, met Ferry Corsten)
- "Closer To Me" (2005, met Blank & Jones)
- "Can't Sleep" (2009, met Marcel Woods)
- "So Far Away" (2010, met Mike Nichol)
- "Tears From The Moon" (2011)
- "Fallen" (2012)
- "The Long Run" (2014)
- "Daydreamer" (2016)
- "Sunset Kindness" (2017, met Moonnight)
- "Everywhere With You" (2017, met Mhammed El Alami)